# Llum Nova
Llum Nova (29 de juny de 1912 - 15 de novembre de 1913) fou una publicació cultural quinzenal, redactada principalment en català, dirigida a les classes populars d'Es Migjorn Gran (Menorca).
Es definia com una publicació apolítica, per fugir del monopoli que tenien les publicacions polítiques a l'illa i era una iniciativa dels principals literats del poble, com Francesc d'Albranca («Es metge Camps») i el mestre de l'escola, Andreu Ferrer i Ginard. La revista només es va publicar durant un any i mig.
Sota l'aparença d'un butlletí de quatre pàgines, representava la informació interna d'una associació de veïns, com es troba en l'actualitat a la premsa local. No hi faltaven continguts ni columnes reivindicatives, tant del poble com estatals; informava, també, de les notícies que afectaven la població i difonia peces literàries d'autors reconeguts de l'època com Joan Maragall, Joan Alcover i Àngel Ruiz i Pablo.

## Història
A principis del segle xx, a Es Migjorn Gran un gran percentatge de la població es dedicava al sector primari i era analfabet. En aquest context s'hi va produir un fet insòlit per a poblacions d'aquestes característiques: gràcies a l'arribada del mestre Andreu Ferrer i Ginard i el suport dels migjorners, es van fundar una sèrie de societats que farien que Es Migjorn Gran passés a gaudir d'un considerable nucli de suport mutu en el terreny social.
L'embrió associatiu del poble va néixer amb la creació de «La Protectora» l'any 1888, una agrupació social de socors mutus, on els socis tenien dret a rebre un ajut econòmic quan estiguessin malalts i les cures d'un metge. Posteriorment es van crear «El Círculo Recreativo e Instrucción» (Instrucció i lleure), «Adoración Nocturna» (Adoració a Déu) i «La Auxiliadora» (successora de La Protectora). Així doncs, quan el mestre Ginard va arribar al poble ja era normal el cercle associatiu des Migjorn. Llum Nova va néixer a partir de la creació de la «Unió des Migjorn Gran», nucli on s'aglutinaven tots els anteriors i es formà així una comunitat. D'aquí en va sorgir l'any 1912 La Minerva, que representava la part cultural de l'associació, de la qual va néixer la primera biblioteca pública del poble. Una agrupació que volia difondre la ciència i les belles arts per mitjà de la lectura, la discussió. A més organitzava conferències i vetllades literàries. Llum Nova es va convertir en el butlletí de l'associació, però pel seu contingut era de revista local. Com van deixar per escrit els seus fundadors Jaume Camps i Andreu Ferrer Ginard: 
| « | «El objeto de esta sociedad es el alivio, instrucción y educación moral de las clases necesitadas por medio de las operacions siguientes...» | » |

### Editorial del primer número
| «                                        | Allá enfora darrere la muntanya que s'alsa al entrellun, hey brollan raigs de claror, es el sol que surt radiant y escampant per tot arreu Llum Nova, saluda amb es seus raigs vivificants á tot cuant existeix damunt la terra. En es poblet de's Mitjorn-gran s'aixeca també de bon matí Llum Nova que volguent esser y donar proves de ben educada, lo primer que fa cuant s'aixeca es saludar á tots es qui tenguin l'amabilidad d'agafar aquest periodich y llegirlo. Bon dia y salut diu en bonhora á totes ses Autoridats de Menorca, així á la Civil, com á la Militar y l'Esglesiástica. Bon dia y salut diu á tots es menorquins, així á n'es que viuen dins es pobles y ciutats de sa nostra Illa, com á tots aquells forsosa ó voluntariament han hagut de surtir des niu y volar mar enfora á cercar dins altres terres mellor fortuna. Bon dia y salut du i especialment á tots es bons Mitjorners que's preocupan des nostru poblet cercant son benestar, millorament y progrés així moral com material. Llum Nova á tots saluda efusivament y á tuthom demana bona acuhida. | » |
| — Redacció, Llum Nova 29 de juny de 1912 | |   |

En aquesta declaració de principis ja es poden apreciar els trets principals que marcarien les 35 edicions. En primer lloc, una necessitat molt marcada de dirigir-se a la gent del poble. Però no només a tots aquells migjorners il·lustrats que poguessin treure de cada escrit el sentit més essencial i metafòric que molts cops s'amagava darrere alguns articles d'opinió o denúncia; sinó que com es fa palpable en tots els articles, tots es podien entendre des de les dues vessants poblacionals (els erudits i els que sabien, amb prou feines, llegir i escriure). La vaca cega, per exemple, de Joan Maragall, és una obra que pot ser entesa pels pagesos, ja que és perfectament il·lustrativa; però també es pot concebre com la cruesa de la vida, que podran capçar només els més cultivats del poble.
Un segon tret característic, sobretot en la seva primera etapa, és la recerca d'una difusió de la llengua, però no tant com a català pròpiament, sinó en distingir el menorquí. La joia d'aquest fet va complaure a molts, afirmava un dels lectors en el tercer fascicle:
| « | «Ya se cert qu'en Menorca's deixava sentir sa falta d'un periódich redactat en so nostru dialecte y per xó quant he llegit Llum Nova el cor ni hagut de batre d'alegria» | » |

La revista convidava qualsevol ciutadà a expressar les seves idees al diari. Tot i així, l'ideari de Llum Nova és difícil de determinar donat a les poques pàgines de cada facsímil (quatre), tot i així s'hi reconeix una dedicada intenció en diverses direccions. La revista representava la tendència liberal d'Es Migjorn Gran, tot i ser un liberalisme molt moderat. Era molt contrari al fort centralisme estatal, criticava la política de la Restauració Borbònica en casos com el desastre colonial i la ferida de la indústria pel mercat menorquí. El regionalisme venia acompanyat per un catalanisme cultural. Llum Nova és la primera mostra de regionalisme cultural a Menorca. Com afirmava Ginard,
| « | «La pàtria natural és indestructible, pot viure secuestrada, humillada, trepitjada, oprimida, però viurà mentres tenga fills que l'estimin...» | » |

Tot i així l'essència de Llum Nova recollia els interessos següents:
- Interès pels migjorners: el que passava al poble, els costums i els principals esdeveniments.
- Folklore: sobretot en la segona època recollia rondalles típiques menorquines, acudits, tradicions entre altres factors identitaris.
- Culturitzar al poble: tant el metge Camps com el mestre Ginard, creien molt important que tothom tingués, encara que fossin bàsiques, nocions d'escriptura i lectura; i cultura en general.
- Notícies del poble: fires, morts, premis...
- Reivindicacions: els seus col·laboradors l'utilitzaven com una eina de demanda de millores, una de les principals va ser la independència d'Es Mercadal.
- Opinió: els articles d'opinió eren tant de col·laboradors habituals com d'escriptors espontanis.

Llum Nova volia ser la radiografia d'un temps i un espai molt concrets. Gràcies a això, ofereix detalls de com era la Menorca de l'any 1912, quins eren els seus costums (per exemple: anar a cercar caragols el dia de Sant Cristòfol), que la principal font d'exportacions se n'havia anat en orris (exportaven molt a Cuba). Llum Nova reflecteix l'estat d'un poble rural de l'època en què Menorca es va començar a obrir al món, a la cultura i sobretot a la indústria.

## Ús de la llengua
S'acceptava el castellà i qualsevol llengua, però està escrita principalment en català. Amb això demostren la voluntat d'apropament a les classes populars i la funció instructiva. Al número 17 s'hi van publicar les Normes ortogràfiques de l'Institut d'Estudis Catalans. Les van publicar totes, en diferents fascicles.
A Llum Nova es troba literatura culta i popular com recopilacions d'escrits d'autors catalans de la Renaixença; com també hi col·laboraven habitualment Estelrich i Camps. La literatura popular de la revista la van realitzar el doctor Camps i el mestre Ginard, amb una àmplia recol·lecció de rondalles menorquines. Ginard va transcriure molt fidelment el parlar de l'informant, en aquestes rondalles, perquè el parlar de la terra pogués arribar a ser conegut moltes generacions posteriors. Hi reflectia trets orals i onomatopeies.

## Col·laboradors
Andreu Ferrer i Ginard fou el principal iniciador en agrupar diferents personalitats i en reunir un grup de joves que van col·laborar al projecte.
- Bernat Borràs i Piris: Migjorner, apotecari del poble que exercia quan es van crear Minerva i Llum Nova. Posteriorment es va traslladar una temporada a viure a Es Castell, però va tornar a Es Migjorn anys després, on va morir.
- Jaume Camps i Fayas: Va ser un gran treballador pels beneficis socials del poble. Va ser músic del poble i un dels principals creadors de la Unió.
- Francesc Camps i Mercadal: Metge del poble nascut al lloc d'Albranca. Va treballar intensament per conèixer la cultura tradicional transmesa de pares a fills, i per això era un dels principals entesos en el folklore menorquí de poques influències externes. Gran defensor de la llengua catalana, volia ajudar a conservar la parla de la pagesia. Per aquest treball de recerca folklòrica és reconegut dins del moviment de la Renaixença. Va ser el principal redactor de les Rondalles Menorquines que es van publicar a partir del canvi de format de la revista a partir del número 25.
- Joan Estelrich i Artigues (Signava amb el pseudònim de Turricano): Ha sigut definit com a periodista, activista cultural, editor, polític, humanista, orador i va ser membre de la delegació espanyola a l'assemblea de la Societat de Nacions el 1935 i delegat permanent d'Espanya a la UNESCO del 1952 fins a la seva mort. Considerat un home clau del Noucentisme mallorquí i de la Lliga Regionalista, va ser un dels principals impulsors de la cultura de la Renaixença a l'illa, sobretot amb les seves aportacions a Llum Nova. Va residir a Menorca entre 1908 i 1914.
- Josep Fayas i Pons: fou un altre migjorner activista sociocultural que va treballar per al benefici mutualista. Va treballar activament en la constitució de la Unió.
- Andreu Ferrer Ginard: Mestre i juntament amb Francesc d'Albranca, principal pensador de la publicació. Un humanista fortament preocupat pels seus veïns. Es definia com a regionalista, i ell va ser qui va influir en la forta deriva cap aquest corrent que va agafar Llum Nova. Juntament amb Francesc d'Albranca va realitzar una gran tasca de recerca folklòrica amb la intenció de fer perdurar per a les generacions venidores el dialecte i costums de l'illa. A més dels articles en defensa del regionalisme, també ho fa per donar suport a la independència d'Es Migjorn d'Es Mercadal.
- Gabriel Martí Bella: apotecari d'Es Migjorn, va acabar essent el gendre del metge Camps. Això el va introduir en el món de la cultura i també passar per Llum Nova.
- Bartomeu Pons Moll: sabater i activista cultural. La primera Germandat migjornera, que va ser la precursora de la Unió, tenia la seu a la seva fonda. La Fonda de Can Moll apareix citada en diverses ocasions a la revista. Durant les darreres edicions va ser escollit batlle d'Es Migjorn on va escriure diversos articles dirigits «Al poble de Mitjorn» on es compromet a treballar per a tots ells.
- Mossèn Antoni Pons Pastor: amic de Ferrer Ginard, va ser un important historiador i recol·lector del folklore balear i menorquí. Va deixar enrere memorables obres amb la intenció de transmetre el folklore de la terra.
- En Quatre Ulls: pseudònim del redactor de la revista que «sempre dirà allò que vulgui que sigui sabut». I per això es converteix en el seu redactor més polèmic. A partir del número 7, i a causa d'una denúncia que rep a l'ajuntament d'Es Mercadal, començarà a ajuntar-se amb una segona persona desconeguda i en format de diàleg, on signarà amb el pseudònim de Dos qui en fan un. On seguirà amb els seus articles punyents. Quan desapareix definitivament, els articles amb to més agressiu segueixen a la secció que s'anomenarà Menjarets del dia. Posteriorment apareixeran altres pseudònims desconeguts com Un Ferrierench, Un bon atlot i Un tort.
- Joan Riudavets i Moll: alumne a l'escola del mestre Ferrer Ginard formava part d'un grupet de joves que van donar suport al mestre Ginard en la creació de la revista.
- Josep Sintes de la Torre: treballava com a manobre, i va ajudar en la redacció. L'unia a Ginard una forta amistat.

Llum Nova va deixar de publicar sense previ avís el 15 de novembre de 1913.

## Característiques formals
- Del número 1 al 25, era de 32 cm × 22 cm, aproximadament, a dues columnes i quatre pàgies; del número 26 al 35, 44,5 cm × 32 cm, aproximadament, també a tres columnes i quatre pàgines. La segona etapa, amb pàgines més llargues també inciava una considerable millora qualitativa.
- S'imprimia a Ciutadella, a la Impremta i Llibreria de Salvador Fàbregues.
- Era quinzenal.